# Bruno Söderström
Vilhelm Bruno Söderström (Stockholm, 28 oktober 1881 – aldaar, 1 januari 1969) was een Zweeds atleet, die zich had gespecialiseerd in het hoogspringen, het polsstokhoogspringen en het speerwerpen. Hij nam in 1906 en in 1908 deel aan de Olympische Spelen. Hij behaalde twee medailles in 1906 en één in 1908, hoewel de medailles die hij in 1906 behaalde tegenwoordig niet meer door het Internationaal Olympisch Comité (IOC) worden erkend als olympische medailles. Als polsstokhoogspringer veroverde hij vier nationale titels en was hij gedurende een zevental jaren houder van het nationale record.

## Loopbaan
Söderström, die zijn eerste nationale titel bij het polsstokhoogspringen in 1902 veroverde, nam in 1906 deel aan de Spelen in Athene, die later als Tussenliggende Spelen bekend zouden worden. Hij kwam op alle drie zijn specialiteiten in actie en veroverde hierbij zilver bij het polsstokhoogspringen en brons bij het speerwerpen. Twee jaar later veroverde hij op de Spelen in Londen op polsstokhoogspringen brons met een sprong over 3,58 m. Dit was verder dan zijn eigen nationale record, dat op 3,53 stond, maar aangezien hij deze sprong bij een wedstrijd buiten Zweden had gerealiseerd, werd het volgens de toen geldende regels niet als Zweeds record erkend.
In 1909 werd Söderström directeur van de Zweedse Sportbond en was hij vanuit die hoedanigheid betrokken bij de introductie van het bowlen in eigen land. In 1910 richtte hij het tijdschrift Idrottsbladet op, waarvan hij tevens de eerste redacteur was. Het blad leidde aanvankelijk een zieltogend bestaan, totdat de Zweedse journalist Torsten Tegner het blad in 1915 voor tien kronen opkocht. Onder diens leiding groeide het vervolgens uit tot het toonaangevende sportblad van Zweden, met in 1948 een oplage van meer dan 52.000 exemplaren.

## Titels
- Zweeds kampioen polsstokhoogspringen - 1902, 1904, 1906, 1907

## Persoonlijke records
| Onderdeel            | Prestatie | Jaar |
| -------------------- | --------- | ---- |
| hoogspringen         | 1,73 m    | 1904 |
| polsstokhoogspringen | 3,60 m    | 1908 |
| speerwerpen          | 45,00 m   | 1906 |

## Palmares

### hoogspringen
- 1900:  Zweedse kamp.
- 1902:  Zweedse kamp.
- 1906: 6e Tussenliggende Spelen - 1,675 m

### polsstokhoogspringen
- 1900:  Zweedse kamp.
- 1902:  Zweedse kamp. - 3,40 m (nat. rec.)
- 1904:  Zweedse kamp. - 3,15 m
- 1906:  Zweedse kamp. - 3,10 m
- 1906:  Tussenliggende Spelen - 3,40 m
- 1907:  Zweedse kamp. - 3,30 m
- 1908:  OS - 3,58 m

### speerwerpen
- 1900:  Zweedse kamp.
- 1906:  Tussenliggende Spelen - 44,92 m

- LIBRIS: 267301
- Virtual International Authority File: 54128286